# ラファエル・ランディバル大学
ラファエル・ランディバル大学（スペイン語: Universidad Rafael Landívar, 略称URL）は、グアテマラの私立大学。1961年に創立されたイエズス会の大学である。中央キャンパスはグアテマラシティ16区にある。

## 概要
学部には健康科学、政治・社会学、工学、人文科学、神学、経済・経営学、環境工学および農業工学、建築・設計学、法・社会学がある。
中央キャンパスはグアテマラシティ16区にあり、ほかにケツァルテナンゴ、ベラパス（アルタ・ベラパス県サンフアン・チャメルコ）、ウェウェテナンゴ、キチェ（キチェ県サンタ・クルス・デル・キチェ）、サカパ、アンティグア、エスクイントラ、フティアパにキャンパスがある。

## 歴史
グアテマラの独立後、保守派のラファエル・カレーラ大統領時代にサン・カルロス・デ・グアテマラ大学の経営はイエズス会によって行われていたが、フスト・ルフィーノ・バリオス大統領時代の1872年の自由主義改革によってイエズス会は追い出され、大学は世俗化されて神学が教えられることがなくなった。この状態は長く続いたが、カルロス・カスティージョ・アルマス大統領時代の1956年の憲法でカトリック教会が教育のための資産を持つこと（50条）、神学を教えること（97条）、私立大学を設立すること（106条）などが認められた。
ラファエル・ランディバル大学はミゲル・イディゴラス・フエンテス大統領時代の1961年に創立し、翌1962年に授業がはじまった。第1期の学生数は138人で、経済学・法学・人文科学の3つの学部に分かれていた。最初はグアテマラ高校 (es:Liceo Guatemala) の建物を借りて使っていたが、まもなくグアテマラシティ10区に校舎が建てられ、1970年代に現在の16区のキャンパスに移転した。
学校名になっているラファエル・ランディバル (es:Rafael Landívar) は18世紀グアテマラのイエズス会士だったが、1767年にカルロス3世がイエズス会をスペイン領土から追放する命令を発したためにグアテマラを去ってボローニャに住み、そこで『メキシコ田園生活 (Rusticatio Mexicana, 1782)』というラテン語の長大な詩を出版したことで知られる。

## 主要な卒業生
- ラミロ・デ・レオン・カルピオ - グアテマラ大統領(1993-1996)
- アルバロ・アルス - グアテマラ大統領(1996-2000)
- オスカル・ベルシェ - グアテマラ大統領(2004-2008)